# Circuito di Ain-Diab
Il circuito di Ain-Diab (in arabo: دارة عين الذئاب, traslitterato: Dāra ʿAyn aḏ-Ḏiʾāb) fu un circuito automobilistico cittadino realizzato nell'omonimo quartiere costiero di Casablanca, in Marocco. 

## Storia
Impiegato per la prima volta nel 1957 per una corsa di Formula 1 non titolata, ha ospitato il Gran Premio del Marocco di Formula 1 nel 1958; la corsa fu vinta da Stirling Moss su Vanwall, ma fu caratterizzata da un terribile incidente occorso all'altro pilota della Vanwall, Stuart Lewis-Evans, che rimase intrappolato nell'auto in fiamme e morì sei giorni dopo a causa delle gravi ustioni. Successivamente il Gran Premio del Marocco non si è più disputato.

## Albo d'oro della Formula 1
| Anno | Pilota        | Scuderia |
| ---- | ------------- | -------- |
| 1958 | Stirling Moss | Vanwall  |

### Vittorie per pilota
| Vittorie | Pilota        | Anno(i)/Vettura |
| -------- | ------------- | --------------- |
| 1        | Stirling Moss | 1958/Vanwall    |

### Vittorie per scuderia
| Vittorie | Scuderia | Anno(i)/Pilota     |
| -------- | -------- | ------------------ |
| 1        | Vanwall  | 1958/Stirling Moss |